# 犬山記
《犬山記》（英語：The Power of the Dog）是一部2021年多国合拍劇情電影，由珍·康萍編劇和導演，改編自托馬斯·薩維奇的同名小說；講述魅力四射的牧場主菲爾（Phil）令人敬畏甚至恐懼，他折磨兄弟的新婚妻子及兒子，但疑似有望讓菲爾重新感受到愛，或者更加墮落。由班奈狄克·康柏拜區、克絲汀·鄧斯特、傑西·普萊蒙、湯瑪遜·麥肯錫和寇帝·史密-麥菲主演。《犬山記》於2021年9月2日在第78屆威尼斯影展上進行了全球首映，珍·康萍獲得了最佳導演銀獅獎。電影於2021年11月17日美國有限上映，12月1日上線Netflix。這部電影獲得了影評人的好評，他們稱讚了康萍的導演和劇本、配樂和演員的表演。获得第94届奥斯卡金像奖12项提名，赢得最佳导演奖，以及第79届金球奖最佳剧情片、最佳导演和最佳男配角奖，第75届英国电影学院奖最佳影片和最佳导演奖。

## 劇情
1925年，居住於蒙大拿州的一對兄弟菲爾‧伯班克與喬治‧伯班克經營著家族牧場生意。為帶牛群避冬，菲爾與喬治將牛群趕往比奇，在那裏喬治結識一位經歷丈夫自殺的寡婦蘿絲，兩人很快地墜入愛河，喬治與蘿絲結婚，菲爾卻對蘿絲以及她那性情陰柔的獨子彼得充滿鄙夷，懷疑蘿絲嫁給喬治是覬覦他們家的財產。
蘿絲於婚後搬進伯班克家的大宅，菲爾對蘿絲冷言冷語，且經常趁著喬治不在時向蘿絲施以冷暴力。近日州長夫婦與喬治的父母將到訪，蘿絲為準備聚會而練習琴藝，菲爾卻常常大聲彈奏斑鳩琴干擾。聚會當日，喬治擔心菲爾邋遢的外貌會給州長夫人留下壞印象，勸菲爾別出席，令菲爾非常氣惱。晚餐過後，蘿絲因為過度緊張無法在眾人面前彈琴，菲爾出現對蘿絲數落一番，蘿絲於此事後更加抑鬱，養成酗酒的習慣。
上醫學院的彼得因暑假來臨，回到伯班克宅邸度假。這段期間彼得會捕捉野兔以練習解剖，在某次尋找野兔途中，彼得意外進入菲爾在樹林中的秘密基地，菲爾不時會來此拿著死去多年的密友老馬亨利的絲巾自慰。彼得發現菲爾藏有印有老馬亨利簽名的裸體寫真書，並撞見洗澡中的菲爾，菲爾怒氣之下將彼得驅走。一日，當喬治夫婦帶著彼得前往僱工們的營地運送必需品，面臨牛仔們的嘲弄，彼得表現出不為所動的氣場，使菲爾印象深刻，主動破冰與彼得交談，承諾會為彼得編織一條繩索。菲爾對彼得日漸產生好感，主動教授彼得騎術，彼得學會騎馬後，有天獨自遠行，從一隻病死牛身上割下牛皮。後來彼得與菲爾搭建一處練習營地，菲爾在營地為趕走野兔被木樁割傷手。彼得與菲爾交談時得知菲爾的導師兼密友老馬亨利，彼得也向菲爾提及父親的自殺。
蘿絲對兩人的關係感到不安，酗酒愈加嚴重而臥病在床。當一位印第安人來牧場購買他們的牛皮，蘿絲拋開菲爾不願將牛皮賣給印第安人的命令，將牛皮全數送允印第安人。菲爾回來後怒不可遏，不僅蘿絲刻意與他唱反調，更因為那些牛皮是要為彼得編繩索用的，彼得安慰菲爾，稱他仍保有一張牛皮，菲爾相當感激，入夜後不顧手上的刮傷，使用彼得的牛皮趕工製作繩索。晚上菲爾告訴彼得一個故事，講述了老馬亨利如何在暴風雪裡用體溫救了他的命。當彼得問他們是否赤身裸體互相取暖時，菲爾沒有回答只是會心一笑，然後他們曖昧地分享了一支香煙。隔天，菲爾陷入一場大病，手上傷口嚴重感染，在恍惚之際仍想著要親手將繩索交允彼得，但沒能完成心願就被喬治帶往鎮上就醫。
菲爾不久後病死了，葬禮上醫生向喬治透露菲爾很可能患上病死牛的炭疽病，喬治感到不解，因為菲爾總是叮嚀要遠離病死牛。彼得沒有去參加葬禮，而是於家中閱讀著喪葬用的《公禱書》，他讀到詩篇22:20的「求你救我的靈魂脫離刀劍，救我的生命脫離犬類！」葬禮過後喬治與蘿絲回家，這時彼得戴著手套，小心翼翼地拿著菲爾送他的繩索若有所思，接著將繩索藏於床下，當他看見母親與喬治幸福地擁吻時，嘴角露出一絲微笑。

## 角色
- 班奈狄克·康柏拜區 飾 Phil Burbank
- 克絲汀·鄧斯特 飾 Rose
- 傑西·普萊蒙 飾 George Burbank
- 湯瑪遜·麥肯錫 飾 Lola
- 寇帝·史密-麥菲 飾 Peter
- 法蘭西絲·康諾 飾 Old Lady
- 凯斯·卡拉定 飾 Governor Edward
- 彼得·卡羅爾（英语：Peter Carroll (actor)） 飾 Old Gent
- 亞當·拜區（英语：Adam Beach） 飾 Edward Nappo

## 製作
2019年5月宣布，珍·康萍將與班奈狄克·康柏拜區和伊麗莎白·莫斯一起編劇和導演這部電影。保羅·迪諾於9月開始談判出演這部電影。他被確認在下個月出演此部電影，克絲汀·鄧斯特將取代莫斯擔任她的角色。然而，到了11月，迪諾也因與蝙蝠俠的日程安排衝突而退出。傑西·普萊蒙被選來接替他。2020年2月，湯瑪遜·麥肯錫、寇帝·史密-麥菲、法蘭西絲·康諾、凯斯·卡拉定、彼得·卡羅爾和亞當·比奇全部出演的電影。

### 拍攝
拍攝於2020年1月10日在新西蘭南部的奧塔哥大區開始，包括達尼丁。由於COVID-19大流行，這部電影的製作已停止，但據報導，康柏拜區、鄧斯特和普萊蒙在新西蘭封鎖期間仍留在新西蘭。在演員和工作人員獲得邊境豁免後，拍攝於6月22日恢復。

## 迴響

### 票房
儘管 Netflix 沒有公佈其電影的票房收入， IndieWire 估計這部電影在首映週末從 40 家影院獲得了 125,000 美元的票房收入，而在前五天的總票房收入為 160,000 美元。

### 觀眾收視
據Samba TV報導，在數字發行的前五天，美國有 120 萬家庭觀看《犬山記》。這部電影在波特蘭和波士頓等沿海城市播放得最好。在國際上，它在頭五天由 92,000 個英國家庭、37,000 個德国国名家庭和 16,000 個澳大利亞家庭播放。

### 評價
在匯總媒體網站爛番茄上，根據 236 條評論，這部電影的支持率為 96%，平均評分為 8.60/10。該網站的評論家一致認為：「由班奈狄克·康柏拜區 (Benedict Cumberbatch) 領導的一流團隊為電影賦予生命力，《犬山記》再次應證編劇兼導演 珍·康萍 (Jane Campion) 是她這一代最優秀的電影工作者之一。」 ，電影在該網站排名2021年度串流平台最高評價電影榜首。在 Metacritic上，根據 57 位影評人給出的 88 分（滿分 100 分），這部電影獲得了「普遍讚譽」。
在為《好萊塢報導》評論這部電影時，大衛·魯尼寫道：「這是一部製作精良的電影，它不緊不慢的節奏隨著憂鬱、孤獨、折磨、嫉妒和怨恨的強烈音符不斷變化。 珍·康萍完全控制她的題材，挖掘以準確無誤的微妙方式深入到她每個角色動蕩的內心生活中。」 在負面意見上，《綜藝》的歐文·格萊伯曼(Owen Gleiberman)寫道：「所有這一切故事都應該慢慢地、無情地在力量和情感上醞釀起來。但對於一部實際上在內心深處相當簡單和老套的三角關係遊戲的電影來說，犬山記需要進行更激烈的情感爆發。在關鍵的最後結局中，這部電影變得過於隱晦。”
2023年3月，本片在爛蕃茄發表「270部由21世紀女性執導的電影佳作」清單榜上有名。

## 榮譽
| 獎項                    | 典禮日期       | 類別                   | 得獎者 | 結果   | 來源   |
| ----------------------- | -------------- | ---------------------- | --- | ------ | ------ |
| 澳大利亞影視藝術學院獎  | 2022年1月26日  | 最佳電影               | 《犬山記》                                                                                                   | 獲獎   | [ 20 ] |
| 澳大利亞影視藝術學院獎  | 2022年1月26日  | 最佳導演               | 珍·康萍 | 提名   | [ 20 ] |
| 澳大利亞影視藝術學院獎  | 2022年1月26日  | 最佳男主角             | 班奈狄克·康柏拜區                                                                                            | 獲獎   | [ 20 ] |
| 澳大利亞影視藝術學院獎  | 2022年1月26日  | 最佳男配角             | 寇帝·史密-麥菲                                                                                               | 獲獎   | [ 20 ] |
| 澳大利亞影視藝術學院獎  | 2022年1月26日  | 最佳女配角             | 克斯汀·鄧斯特                                                                                                | 提名   | [ 20 ] |
| 澳大利亞影視藝術學院獎  | 2022年1月26日  | 最佳劇本               | 珍·康萍 | 提名   | [ 20 ] |
| 奥斯卡金像奖            | 2022年3月27日  | 最佳影片               | Jane Campion, Tanya Seghatchian, Emile Sherman, Iain Canning and Roger Frappier                              | 提名   | [ 21 ] |
| 奥斯卡金像奖            | 2022年3月27日  | 最佳导演               | Jane Campion                                                                                                 | 獲獎   | [ 21 ] |
| 奥斯卡金像奖            | 2022年3月27日  | 最佳男主角             | Benedict Cumberbatch                                                                                         | 提名   | [ 21 ] |
| 奥斯卡金像奖            | 2022年3月27日  | 最佳男配角             | Jesse Plemons                                                                                                | 提名   | [ 21 ] |
| 奥斯卡金像奖            | 2022年3月27日  | 最佳男配角             | Kodi Smit-McPhee                                                                                             | 提名   | [ 21 ] |
| 奥斯卡金像奖            | 2022年3月27日  | 最佳女配角             | Kirsten Dunst                                                                                                | 提名   | [ 21 ] |
| 奥斯卡金像奖            | 2022年3月27日  | 最佳改编剧本           | Jane Campion                                                                                                 | 提名   | [ 21 ] |
| 奥斯卡金像奖            | 2022年3月27日  | 最佳摄影               | Ari Wegner                                                                                                   | 提名   | [ 21 ] |
| 奥斯卡金像奖            | 2022年3月27日  | 最佳剪辑               | Peter Sciberras                                                                                              | 提名   | [ 21 ] |
| 奥斯卡金像奖            | 2022年3月27日  | 最佳配乐               | Jonny Greenwood                                                                                              | 提名   | [ 21 ] |
| 奥斯卡金像奖            | 2022年3月27日  | 最佳艺术指导           | Grant Major and Amber Richards                                                                               | 提名   | [ 21 ] |
| 奥斯卡金像奖            | 2022年3月27日  | 最佳音效               | Richard Flynn, Robert Mackenzie, Tara Webb                                                                   | 提名   | [ 21 ] |
| 女性电影记者联盟        | 2022年1月25日  | 最佳影片               | 《犬山記》                                                                                                   | 獲獎   | [ 22 ] |
| 女性电影记者联盟        | 2022年1月25日  | 最佳导演               | 珍·康萍 | 獲獎   | [ 22 ] |
| 女性电影记者联盟        | 2022年1月25日  | 最佳改编剧本           | 珍·康萍 | 獲獎   | [ 22 ] |
| 女性电影记者联盟        | 2022年1月25日  | 最佳女导演             | 珍·康萍 | 獲獎   | [ 22 ] |
| 女性电影记者联盟        | 2022年1月25日  | 最佳女编剧             | 珍·康萍 | 獲獎   | [ 22 ] |
| 女性电影记者联盟        | 2022年1月25日  | 最佳男主角             | 班奈狄克·康柏拜區                                                                                            | 獲獎   | [ 22 ] |
| 女性电影记者联盟        | 2022年1月25日  | 最佳男配角             | 杰西·普莱蒙                                                                                                  | 提名   | [ 22 ] |
| 女性电影记者联盟        | 2022年1月25日  | 最佳男配角             | 寇帝·史密-麥菲                                                                                               | 獲獎   | [ 22 ] |
| 女性电影记者联盟        | 2022年1月25日  | 最佳女配角             | 克斯汀·鄧斯特                                                                                                | 獲獎   | [ 22 ] |
| 女性电影记者联盟        | 2022年1月25日  | 最佳选角导演           | 妮基·巴雷特（Nikki Barrett）、蒂娜·克利里（Tina Cleary）、卡门·古巴（Carmen Cuba）、妮娜·戈尔德（Nina Gold） | 獲獎   | [ 22 ] |
| 女性电影记者联盟        | 2022年1月25日  | 最佳摄影               | 艾莉·韦格纳                                                                                                  | 獲獎   | [ 22 ] |
| 女性电影记者联盟        | 2022年1月25日  | 最佳剪辑               | 彼得·西贝拉斯                                                                                                | 獲獎   | [ 22 ] |
| 美国电影学会            | 2022年3月11日  | 年度十佳电影           | 《犬山記》                                                                                                   | 獲獎   | [ 23 ] |
| 奥斯汀影评人协会        | 2022年1月11日  | 最佳影片               | 《犬山記》                                                                                                   | 獲獎   | [ 24 ] |
| 奥斯汀影评人协会        | 2022年1月11日  | 最佳导演               | 珍·康萍 | 獲獎   | [ 24 ] |
| 奥斯汀影评人协会        | 2022年1月11日  | 最佳男主角             | 班奈狄克·康柏拜區                                                                                            | 提名   | [ 24 ] |
| 奥斯汀影评人协会        | 2022年1月11日  | 最佳男配角             | 寇帝·史密-麥菲                                                                                               | 獲獎   | [ 24 ] |
| 奥斯汀影评人协会        | 2022年1月11日  | 最佳女配角             | 克斯汀·鄧斯特                                                                                                | 獲獎   | [ 24 ] |
| 奥斯汀影评人协会        | 2022年1月11日  | 最佳改编剧本           | 珍·康萍 | 提名   | [ 24 ] |
| 奥斯汀影评人协会        | 2022年1月11日  | 最佳原创配乐           | 强尼·格林伍德                                                                                                | 獲獎   | [ 24 ] |
| 奥斯汀影评人协会        | 2022年1月11日  | 最佳摄影               | 艾莉·韦格纳                                                                                                  | 提名   | [ 24 ] |
| 奥斯汀影评人协会        | 2022年1月11日  | 最佳电影剪辑           | 彼得·西贝拉斯                                                                                                | 提名   | [ 24 ] |
| 比利时影评人协会        | 2022年1月9日   | 协会大奖               | 《犬山記》                                                                                                   | 提名   | [ 25 ] |
| 波士頓影評人協會        | 2021年12月12日 | 最佳英语片             | 《犬山記》                                                                                                   | 獲獎   | [ 26 ] |
| 波士頓影評人協會        | 2021年12月12日 | 最佳摄影               | 艾莉·韦格纳                                                                                                  | 獲獎   | [ 26 ] |
| 芝加哥影评人协会        | 2021年12月15日 | 最佳影片               | 《犬山記》                                                                                                   | 獲獎   | [ 27 ] |
| 芝加哥影评人协会        | 2021年12月15日 | 最佳导演               | 珍·康萍 | 獲獎   | [ 27 ] |
| 芝加哥影评人协会        | 2021年12月15日 | 最佳男主角             | 班奈狄克·康柏拜區                                                                                            | 獲獎   | [ 27 ] |
| 芝加哥影评人协会        | 2021年12月15日 | 最佳男配角             | 寇帝·史密-麥菲                                                                                               | 獲獎   | [ 27 ] |
| 芝加哥影评人协会        | 2021年12月15日 | 最佳改编剧本           | 珍·康萍 | 獲獎   | [ 27 ] |
| 芝加哥影评人协会        | 2021年12月15日 | 最佳原创音乐           | 强尼·格林伍德                                                                                                | 獲獎   | [ 27 ] |
| 芝加哥影评人协会        | 2021年12月15日 | 最佳剪辑               | 彼得·西贝拉斯                                                                                                | 提名   | [ 27 ] |
| 芝加哥影评人协会        | 2021年12月15日 | 最佳摄影               | 艾莉·韦格纳                                                                                                  | 獲獎   | [ 27 ] |
| 评论家选择电影奖        | 2022年3月13日  | 最佳電影               | 《犬山記》                                                                                                   | 獲獎   | [ 28 ] |
| 评论家选择电影奖        | 2022年3月13日  | 最佳導演               | 珍·康萍 | 獲獎   | [ 28 ] |
| 评论家选择电影奖        | 2022年3月13日  | 最佳男主角             | 班奈狄克·康柏拜區                                                                                            | 提名   | [ 28 ] |
| 评论家选择电影奖        | 2022年3月13日  | 最佳男配角             | 寇帝·史密-麥菲                                                                                               | 提名   | [ 28 ] |
| 评论家选择电影奖        | 2022年3月13日  | 最佳女配角             | 克斯汀·鄧斯特                                                                                                | 提名   | [ 28 ] |
| 评论家选择电影奖        | 2022年3月13日  | 最佳整體演出           | 《犬山記》                                                                                                   | 提名   | [ 28 ] |
| 评论家选择电影奖        | 2022年3月13日  | 最佳改编剧本           | 珍·康萍 | 獲獎   | [ 28 ] |
| 评论家选择电影奖        | 2022年3月13日  | 最佳攝影               | 艾莉·韦格纳                                                                                                  | 獲獎   | [ 28 ] |
| 评论家选择电影奖        | 2022年3月13日  | 最佳剪接               | 彼得·西贝拉斯                                                                                                | 提名   | [ 28 ] |
| 评论家选择电影奖        | 2022年3月13日  | 最佳配樂               | 强尼·格林伍德                                                                                                | 提名   | [ 28 ] |
| 达拉斯—沃斯堡影评人协会 | 2021年12月20日 | 最佳影片               | 《犬山記》                                                                                                   | 獲獎   | [ 29 ] |
| 达拉斯—沃斯堡影评人协会 | 2021年12月20日 | 最佳导演               | 珍·康萍 | 獲獎   | [ 29 ] |
| 达拉斯—沃斯堡影评人协会 | 2021年12月20日 | 最佳男主角             | 班奈狄克·康柏拜區                                                                                            | 獲獎   | [ 29 ] |
| 达拉斯—沃斯堡影评人协会 | 2021年12月20日 | 最佳男配角             | 杰西·普莱蒙                                                                                                  | 第五名 | [ 29 ] |
| 达拉斯—沃斯堡影评人协会 | 2021年12月20日 | 最佳男配角             | 寇帝·史密-麥菲                                                                                               | 獲獎   | [ 29 ] |
| 达拉斯—沃斯堡影评人协会 | 2021年12月20日 | 最佳女配角             | 克斯汀·鄧斯特                                                                                                | 第二名 | [ 29 ] |
| 达拉斯—沃斯堡影评人协会 | 2021年12月20日 | 最佳剧本               | 珍·康萍 | 獲獎   | [ 29 ] |
| 达拉斯—沃斯堡影评人协会 | 2021年12月20日 | 最佳摄影               | 艾莉·韦格纳                                                                                                  | 第二名 | [ 29 ] |
| 达拉斯—沃斯堡影评人协会 | 2021年12月20日 | 最佳配乐               | 强尼·格林伍德                                                                                                | 第二名 | [ 29 ] |
| 底特律影评人协会        | 2021年12月6日  | 最佳男配角             | 寇帝·史密-麥菲                                                                                               | 提名   | [ 30 ] |
| 底特律影评人协会        | 2021年12月6日  | 最佳女配角             | 克斯汀·鄧斯特                                                                                                | 提名   | [ 30 ] |
| 底特律影评人协会        | 2021年12月6日  | 最佳改编剧本           | 珍·康萍 | 獲獎   | [ 30 ] |
| 佛罗里达影评人协会      | 2021年2月22日  | 最佳影片               | 《犬山記》                                                                                                   | 獲獎   | [ 31 ] |
| 佛罗里达影评人协会      | 2021年2月22日  | 最佳导演               | 珍·康萍 | 獲獎   | [ 31 ] |
| 佛罗里达影评人协会      | 2021年2月22日  | 最佳男主角             | 班奈狄克·康柏拜區                                                                                            | 第二名 | [ 31 ] |
| 佛罗里达影评人协会      | 2021年2月22日  | 最佳男配角             | 寇帝·史密-麥菲                                                                                               | 獲獎   | [ 31 ] |
| 佛罗里达影评人协会      | 2021年2月22日  | 最佳女配角             | 克斯汀·鄧斯特                                                                                                | 提名   | [ 31 ] |
| 佛罗里达影评人协会      | 2021年2月22日  | 最佳改编剧本           | 珍·康萍 | 獲獎   | [ 31 ] |
| 佛罗里达影评人协会      | 2021年2月22日  | 最佳整体演出           | 《犬山記》                                                                                                   | 提名   | [ 31 ] |
| 佛罗里达影评人协会      | 2021年2月22日  | 最佳摄影               | 艾莉·韦格纳                                                                                                  | 獲獎   | [ 31 ] |
| 佛罗里达影评人协会      | 2021年2月22日  | 最佳配乐               | 强尼·格林伍德                                                                                                | 第二名 | [ 31 ] |
| 乔治亚影评人协会        | 2022年1月14日  | 最佳影片               | 《犬山記》                                                                                                   | 提名   | [ 32 ] |
| 乔治亚影评人协会        | 2022年1月14日  | 最佳导演               | 珍·康萍 | 獲獎   | [ 32 ] |
| 乔治亚影评人协会        | 2022年1月14日  | 最佳男主角             | 班奈狄克·康柏拜區                                                                                            | 提名   | [ 32 ] |
| 乔治亚影评人协会        | 2022年1月14日  | 最佳男配角             | 寇帝·史密-麥菲                                                                                               | 提名   | [ 32 ] |
| 乔治亚影评人协会        | 2022年1月14日  | 最佳女配角             | 克斯汀·鄧斯特                                                                                                | 提名   | [ 32 ] |
| 乔治亚影评人协会        | 2022年1月14日  | 最佳改编剧本           | 珍·康萍 | 獲獎   | [ 32 ] |
| 乔治亚影评人协会        | 2022年1月14日  | 最佳摄影               | 艾莉·韦格纳                                                                                                  | 提名   | [ 32 ] |
| 乔治亚影评人协会        | 2022年1月14日  | 最佳原创配乐           | 强尼·格林伍德                                                                                                | 提名   | [ 32 ] |
| 乔治亚影评人协会        | 2022年1月14日  | 最佳整体演出           | 《犬山記》                                                                                                   | 提名   | [ 32 ] |
| 金球獎                  | 2022年1月9日   | 最佳戲劇類影片         | 《犬山記》                                                                                                   | 獲獎   | [ 33 ] |
| 金球獎                  | 2022年1月9日   | 剧情类电影最佳男主角   | 班奈狄克·康柏拜區                                                                                            | 提名   | [ 33 ] |
| 金球獎                  | 2022年1月9日   | 最佳電影男配角         | 寇帝·史密-麥菲                                                                                               | 獲獎   | [ 33 ] |
| 金球獎                  | 2022年1月9日   | 最佳電影女配角         | 克斯汀·鄧斯特                                                                                                | 提名   | [ 33 ] |
| 金球獎                  | 2022年1月9日   | 最佳導演               | 珍·康萍 | 獲獎   | [ 33 ] |
| 金球獎                  | 2022年1月9日   | 最佳劇本               | 珍·康萍 | 提名   | [ 33 ] |
| 金球獎                  | 2022年1月9日   | 最佳原创配乐           | 强尼·格林伍德                                                                                                | 提名   | [ 33 ] |
| 好萊塢影評人協會        | 2022年2月28日  | 最佳影片               | 《犬山記》                                                                                                   | 提名   | [ 34 ] |
| 好萊塢影評人協會        | 2022年2月28日  | 最佳导演               | 珍·康萍 | 獲獎   | [ 34 ] |
| 好萊塢影評人協會        | 2022年2月28日  | 最佳男主角             | 班奈狄克·康柏拜區                                                                                            | 提名   | [ 34 ] |
| 好萊塢影評人協會        | 2022年2月28日  | 最佳改编剧本           | 珍·康萍 | 提名   | [ 34 ] |
| 好萊塢影評人協會        | 2022年2月28日  | 最佳配乐               | 强尼·格林伍德                                                                                                | 提名   | [ 34 ] |
| 好萊塢影評人協會        | 2022年2月28日  | 最佳摄影               | 艾莉·韦格纳                                                                                                  | 提名   | [ 34 ] |
| 好莱坞媒体音乐奖        | 2021年11月17日 | 最佳电影原创配乐       | 强尼·格林伍德                                                                                                | 提名   | [ 35 ] |
| 休斯顿影评人协会        | 2022年2月19日  | 最佳影片               | 《犬山記》                                                                                                   | 獲獎   | [ 36 ] |
| 休斯顿影评人协会        | 2022年2月19日  | 最佳导演               | 珍·康萍 | 獲獎   | [ 36 ] |
| 休斯顿影评人协会        | 2022年2月19日  | 最佳男主角             | 班奈狄克·康柏拜區                                                                                            | 獲獎   | [ 36 ] |
| 休斯顿影评人协会        | 2022年2月19日  | 最佳男配角             | 寇帝·史密-麥菲                                                                                               | 獲獎   | [ 36 ] |
| 休斯顿影评人协会        | 2022年2月19日  | 最佳女配角             | 克斯汀·鄧斯特                                                                                                | 提名   | [ 36 ] |
| 休斯顿影评人协会        | 2022年2月19日  | 最佳剧本               | 珍·康萍 | 獲獎   | [ 36 ] |
| 休斯顿影评人协会        | 2022年2月19日  | 最佳原创配乐           | 强尼·格林伍德                                                                                                | 提名   | [ 36 ] |
| 休斯顿影评人协会        | 2022年2月19日  | 最佳摄影               | 艾莉·韦格纳                                                                                                  | 提名   | [ 36 ] |
| 休斯顿影评人协会        | 2022年2月19日  | 最佳整体演出           | 《犬山記》                                                                                                   | 提名   | [ 36 ] |
| 伦敦影评人协会          | 2022年2月6日   | 年度电影               | 《犬山記》                                                                                                   | 獲獎   | [ 37 ] |
| 伦敦影评人协会          | 2022年2月6日   | 年度电影               | 珍·康萍 | 獲獎   | [ 37 ] |
| 伦敦影评人协会          | 2022年2月6日   | 年度男主角             | 班奈狄克·康柏拜區                                                                                            | 獲獎   | [ 37 ] |
| 伦敦影评人协会          | 2022年2月6日   | 年度男配角             | 杰西·普莱蒙                                                                                                  | 提名   | [ 37 ] |
| 伦敦影评人协会          | 2022年2月6日   | 年度男配角             | 寇帝·史密-麥菲                                                                                               | 獲獎   | [ 37 ] |
| 伦敦影评人协会          | 2022年2月6日   | 年度女配角             | 克斯汀·鄧斯特                                                                                                | 提名   | [ 37 ] |
| 伦敦影评人协会          | 2022年2月6日   | 年度编剧               | 珍·康萍 | 提名   | [ 37 ] |
| 伦敦影评人协会          | 2022年2月6日   | 年度英国/爱尔兰演员    | 班奈狄克·康柏拜區                                                                                            | 提名   | [ 37 ] |
| 伦敦影评人协会          | 2022年2月6日   | 年度科技成果           | 强尼·格林伍德（音乐）                                                                                        | 提名   | [ 37 ] |
| 洛杉磯影評人協會        | 2021年12月18日 | 最佳影片               | 《犬山記》                                                                                                   | 亚军   | [ 38 ] |
| 洛杉磯影評人協會        | 2021年12月18日 | 最佳导演               | 珍·康萍 | 獲獎   | [ 38 ] |
| 洛杉磯影評人協會        | 2021年12月18日 | 最佳男主角             | 班奈狄克·康柏拜區                                                                                            | 亚军   | [ 38 ] |
| 洛杉磯影評人協會        | 2021年12月18日 | 最佳男配角             | 寇帝·史密-麥菲                                                                                               | 獲獎   | [ 38 ] |
| 洛杉磯影評人協會        | 2021年12月18日 | 最佳摄影               | 艾莉·韦格纳                                                                                                  | 獲獎   | [ 38 ] |
| 洛杉磯影評人協會        | 2021年12月18日 | 最佳音乐               | 强尼·格林伍德                                                                                                | 亚军   | [ 38 ] |
| 國家影評人協會          | 2022年1月8日   | 最佳影片               | 《犬山記》                                                                                                   | 第三名 | [ 39 ] |
| 國家影評人協會          | 2022年1月8日   | 最佳导演               | 珍·康萍 | 第二名 | [ 39 ] |
| 國家影評人協會          | 2022年1月8日   | 最佳男主角             | 班奈狄克·康柏拜區                                                                                            | 第二名 | [ 39 ] |
| 國家影評人協會          | 2022年1月8日   | 最佳男配角             | 寇帝·史密-麥菲                                                                                               | 第三名 | [ 39 ] |
| 國家影評人協會          | 2022年1月8日   | 最佳摄影               | 艾莉·韦格纳                                                                                                  | 第二名 | [ 39 ] |
| 紐約影評人協會          | 2021年12月3日  | 最佳导演               | 珍·康萍 | 獲獎   | [ 40 ] |
| 紐約影評人協會          | 2021年12月3日  | 最佳男主角             | 班奈狄克·康柏拜區                                                                                            | 獲獎   | [ 40 ] |
| 紐約影評人協會          | 2021年12月3日  | 最佳男配角             | 寇帝·史密-麥菲                                                                                               | 獲獎   | [ 40 ] |
| 纽约在线影评人协会      | 2021年12月12日 | 最佳影片               | 《犬山記》                                                                                                   | 獲獎   | [ 41 ] |
| 纽约在线影评人协会      | 2021年12月12日 | 最佳导演               | 珍·康萍 | 獲獎   | [ 41 ] |
| 纽约在线影评人协会      | 2021年12月12日 | 最佳男主角             | 班奈狄克·康柏拜區                                                                                            | 獲獎   | [ 41 ] |
| 纽约在线影评人协会      | 2021年12月12日 | 最佳男配角             | 寇帝·史密-麥菲                                                                                               | 獲獎   | [ 41 ] |
| 纽约在线影评人协会      | 2021年12月12日 | 最佳编剧               | 珍·康萍 | 獲獎   | [ 41 ] |
| 纽约在线影评人协会      | 2021年12月12日 | 最佳摄影               | 艾莉·韦格纳                                                                                                  | 獲獎   | [ 41 ] |
| 纽约在线影评人协会      | 2021年12月12日 | 最佳整体演出           | 《犬山記》                                                                                                   | 獲獎   | [ 41 ] |
| 聖地牙哥影評人協會      | 2021年1月10日  | 最佳影片               | 《犬山記》                                                                                                   | 獲獎   | [ 42 ] |
| 聖地牙哥影評人協會      | 2021年1月10日  | 最佳导演               | 珍·康萍 | 獲獎   | [ 42 ] |
| 聖地牙哥影評人協會      | 2021年1月10日  | 最佳男主角             | 班奈狄克·康柏拜區                                                                                            | 提名   | [ 42 ] |
| 聖地牙哥影評人協會      | 2021年1月10日  | 最佳男配角             | 寇帝·史密-麥菲                                                                                               | 提名   | [ 42 ] |
| 聖地牙哥影評人協會      | 2021年1月10日  | 最佳改编剧本           | 珍·康萍 | 獲獎   | [ 42 ] |
| 聖地牙哥影評人協會      | 2021年1月10日  | 最佳摄影               | 艾莉·韦格纳                                                                                                  | 提名   | [ 42 ] |
| 聖地牙哥影評人協會      | 2021年1月10日  | 最佳布景               | 葛蘭特·梅傑                                                                                                  | 提名   | [ 42 ] |
| 聖地牙哥影評人協會      | 2021年1月10日  | 最佳音效设计           | 戴夫·怀特黑德（Dave Whitehead）                                                                              | 第二名 | [ 42 ] |
| 旧金山影评人协会        | 2022年1月10日  | 最佳影片               | 《犬山記》                                                                                                   | 獲獎   | [ 43 ] |
| 旧金山影评人协会        | 2022年1月10日  | 最佳导演               | 珍·康萍 | 獲獎   | [ 43 ] |
| 旧金山影评人协会        | 2022年1月10日  | 最佳男主角             | 班奈狄克·康柏拜區                                                                                            | 獲獎   | [ 43 ] |
| 旧金山影评人协会        | 2022年1月10日  | 最佳男配角             | 寇帝·史密-麥菲                                                                                               | 獲獎   | [ 43 ] |
| 旧金山影评人协会        | 2022年1月10日  | 最佳女配角             | 克斯汀·鄧斯特                                                                                                | 獲獎   | [ 43 ] |
| 旧金山影评人协会        | 2022年1月10日  | 最佳改编剧本           | 珍·康萍 | 獲獎   | [ 43 ] |
| 旧金山影评人协会        | 2022年1月10日  | 最佳摄影               | 艾莉·韦格纳                                                                                                  | 提名   | [ 43 ] |
| 旧金山影评人协会        | 2022年1月10日  | 最佳剪辑               | 彼得·西贝拉斯                                                                                                | 獲獎   | [ 43 ] |
| 旧金山影评人协会        | 2022年1月10日  | 最佳原创配乐           | 强尼·格林伍德                                                                                                | 獲獎   | [ 43 ] |
| 卫星奖                  | 2022年3月18日  | 最佳戏剧类电影         | 《犬山記》                                                                                                   | 待定   | [ 44 ] |
| 卫星奖                  | 2022年3月18日  | 最佳导演               | 珍·康萍 | 待定   | [ 44 ] |
| 卫星奖                  | 2022年3月18日  | 最佳剧情类电影男主角   | 班奈狄克·康柏拜區                                                                                            | 待定   | [ 44 ] |
| 卫星奖                  | 2022年3月18日  | 最佳男配角             | 寇帝·史密-麥菲                                                                                               | 待定   | [ 44 ] |
| 卫星奖                  | 2022年3月18日  | 最佳女配角             | 克斯汀·鄧斯特                                                                                                | 待定   | [ 44 ] |
| 卫星奖                  | 2022年3月18日  | 最佳改编剧本           | 珍·康萍 | 待定   | [ 44 ] |
| 卫星奖                  | 2022年3月18日  | 最佳摄影               | 艾莉·韦格纳                                                                                                  | 待定   | [ 44 ] |
| 卫星奖                  | 2022年3月18日  | 最佳剪辑               | 彼得·西贝拉斯                                                                                                | 待定   | [ 44 ] |
| 卫星奖                  | 2022年3月18日  | 最佳布景               | 葛蘭特·梅傑、安波·理查兹（Amber Richards）                                                                   | 待定   | [ 44 ] |
| 卫星奖                  | 2022年3月18日  | 最佳服装设计           | 科斯蒂·卡梅伦（Kirsty Cameron）                                                                              | 待定   | [ 44 ] |
| 卫星奖                  | 2022年3月18日  | 最佳原创配乐           | 强尼·格林伍德                                                                                                | 待定   | [ 44 ] |
| 卫星奖                  | 2022年3月18日  | 最佳音效（剪辑或混音） | 罗伯特·麦肯齐、理查德·弗林（Richard Flynn）、莉亚·卡茨（Leah Katz）、塔拉·韦伯（Tara Webb）和戴夫·怀特黑德   | 待定   | [ 44 ] |
| 卫星奖                  | 2022年3月18日  | 最佳电影整体演出       | 《犬山記》                                                                                                   | 獲獎   | [ 44 ] |
| 圣路易斯影评人协会      | 2021年12月19日 | 最佳影片               | 《犬山記》                                                                                                   | 提名   | [ 45 ] |
| 圣路易斯影评人协会      | 2021年12月19日 | 最佳导演               | 珍·康萍 | 獲獎   | [ 45 ] |
| 圣路易斯影评人协会      | 2021年12月19日 | 最佳男主角             | 班奈狄克·康柏拜區                                                                                            | 提名   | [ 45 ] |
| 圣路易斯影评人协会      | 2021年12月19日 | 最佳男配角             | 寇帝·史密-麥菲                                                                                               | 獲獎   | [ 45 ] |
| 圣路易斯影评人协会      | 2021年12月19日 | 最佳女配角             | 克斯汀·鄧斯特                                                                                                | 提名   | [ 45 ] |
| 圣路易斯影评人协会      | 2021年12月19日 | 最佳改编剧本           | 珍·康萍 | 獲獎   | [ 45 ] |
| 圣路易斯影评人协会      | 2021年12月19日 | 最佳摄影               | 艾莉·韦格纳                                                                                                  | 獲獎   | [ 45 ] |
| 圣路易斯影评人协会      | 2021年12月19日 | 最佳配乐               | 强尼·格林伍德                                                                                                | 提名   | [ 45 ] |
| 多倫多國際電影節        | 2021年9月18日  | 人民选择奖             | 《犬山記》                                                                                                   | 第二名 | [ 46 ] |
| 威尼斯电影节            | 2021年9月11日  | 金獅獎                 | 珍·康萍 | 提名   | [ 47 ] |
| 威尼斯电影节            | 2021年9月11日  | 銀獅獎                 | 珍·康萍 | 獲獎   | [ 47 ] |
| 华盛顿特区影评人协会    | 2021年12月6日  | 最佳影片               | 《犬山記》                                                                                                   | 提名   | [ 48 ] |
| 华盛顿特区影评人协会    | 2021年12月6日  | 最佳导演               | 珍·康萍 | 獲獎   | [ 48 ] |
| 华盛顿特区影评人协会    | 2021年12月6日  | 最佳男主角             | 班奈狄克·康柏拜區                                                                                            | 提名   | [ 48 ] |
| 华盛顿特区影评人协会    | 2021年12月6日  | 最佳男配角             | 杰西·普莱蒙                                                                                                  | 提名   | [ 48 ] |
| 华盛顿特区影评人协会    | 2021年12月6日  | 最佳男配角             | 寇帝·史密-麥菲                                                                                               | 獲獎   | [ 48 ] |
| 华盛顿特区影评人协会    | 2021年12月6日  | 最佳女配角             | 克斯汀·鄧斯特                                                                                                | 提名   | [ 48 ] |
| 华盛顿特区影评人协会    | 2021年12月6日  | 最佳改编剧本           | 珍·康萍 | 獲獎   | [ 48 ] |
| 华盛顿特区影评人协会    | 2021年12月6日  | 最佳摄影               | 艾莉·韦格纳                                                                                                  | 提名   | [ 48 ] |
| 华盛顿特区影评人协会    | 2021年12月6日  | 最佳剪辑               | 彼得·西贝拉斯                                                                                                | 提名   | [ 48 ] |
| 华盛顿特区影评人协会    | 2021年12月6日  | 最佳配乐               | 强尼·格林伍德                                                                                                | 提名   | [ 48 ] |
| 华盛顿特区影评人协会    | 2021年12月6日  | 最佳群戏               | 《犬山記》                                                                                                   | 提名   | [ 48 ] |
| 女性影评人协会          | 2021年12月13日 | 最佳女性电影作品       | 《犬山記》                                                                                                   | 獲獎   | [ 49 ] |
| 女性影评人协会          | 2021年12月13日 | 最佳女编剧             | 珍·康萍 | 獲獎   | [ 49 ] |

## 外部連結
- 在Netflix上觀看《犬山記》
- 互联网电影数据库（IMDb）上《犬山記》的资料（英文）
- 豆瓣电影上《犬山記》的資料 （简体中文）
- Official screenplay （页面存档备份，存于）